# Johann Ludwig von Scheffler
Johann Ludwig von Scheffler (* 13. November 1852 in Mainz; † 28. August 1925 in Weimar) war ein deutscher Kunsthistoriker.

## Leben
Er wurde in der Festung Mainz als Sohn des preußischen Generals Karl von Scheffler (1820–1898) und dessen Frau Manon geb. Roquette (1827–1894) geboren. Nach dem Abitur am Gymnasium Altenburg nahm er 1872 an der Universität Heidelberg das Studium der Kunstgeschichte auf, das er anschließend in Berlin, Jena und München fortsetzte. Nach einer krankheitsbedingten Unterbrechung setzte er dies an der Universität Basel fort, wo er 1880 promoviert wurde. Angeregt durch die Arbeiten Jacob Burckhardts über die italienische Kunstgeschichte wandte auch er sich diesem Themenbereich zu und verbrachte 1881 sechs Monate zu Studienzwecken in Italien. Bereits im folgenden Jahr habilitierte er sich in Jena über die Epochen der etruskischen Kunst und publizierte 1892 ein Buch über Michelangelo. Die folgenden Jahre widmete er sich der Herausgabe von Dokumenten des Dichters August von Platen-Hallermünde. 

## Werke
- Über die Persönlichkeit des Periegeten Pausanias, Diss. Universität Basel 1880
- Über die Epochen der etruskischen Kunst, Geibel, Altenburg 1882
- Michelangelo. Eine Renaissance-Studie, Pierer, Altenburg 1892
- Die Tagebücher des Grafen August von Platen, hrsg. mit G. v. Laubmann, 2 Bde., Cotta, Stuttgart 1896–1900
- Des Grafen August von Platen Briefwechsel, hrsg. mit P. Bornstein, Müller, München 2 Bde., 1911–1914;